# Amphicyon
Amphicyon is een geslacht van uitgestorven roofdieren uit de familie Amphicyonidae, een groep met uiterlijke kenmerken van zowel de hondachtigen als van de beren. Het geslacht omvat meerdere soorten die leefden in het Mioceen en Plioceen in Azië, Afrika, Europa en Noord-Amerika.

## Uiterlijk en leefwijze
Amphicyon had zowel kenmerken van de beren als van de hondachtigen. Beerachtige kenmerken waren het lichaam en het feit dat het dier een zoolganger was. De vorm van de kop en het gebit waren dan weer hondachtig. Amphicyon was vermoedelijk een omnivoor. Dit dier was twee meter lang, woog vermoedelijk ongeveer 300 kilogram en Amphicyon leek op een beer met verder sterke poten, scherpe tanden en een grote staart. Het dier joeg vermoedelijk vanuit een hinderlaag.

## Fossielen
Fossielen van Amphicyon zijn gevonden in de Verenigde Staten, Honduras, Namibië, Saoedi-Arabië, Pakistan, China, India, Turkije, Slowakije, Oekraïne, Rusland, Oostenrijk, Duitsland, Frankrijk, Spanje en Portugal.